# پیروز یکم
پیروز یکم (به پارسی میانه: 𐭯𐭩𐭫𐭥𐭰 ت.ت. 'پیروئوزَت'؛ درگذشتهٔ ۴۸۴ میلادی) هجدهمین شاهنشاه ایران و انیران از خاندان ساسان در ایران‌شهر بود که از ۴۵۹ تا ۴۸۴ میلادی بر ایران‌شهر پادشاهی کرد. پیروز یکم فرزند یزدگرد دوم بود و برای نشستن بر تخت شاهنشاهی ایران‌شهر با برادر خود هرمز سوم جنگید و در نهایت پیروز شد.
پیروز یکم شاهنشاه مبارزی بود و بیشتر دوران خود را در جنگ‌ها سپری کرد. وی در آغاز با پیروزی شورشی که در آلبانیای قفقاز روی داده بود را سرکوب کرد و سپس به صورت قطعی کیداریان را شکست داد. با این هنگام در مبارزه با هپتالیان چندان پیروزی‌ای به‌دست نیاورد و سرانجام در جنگ با آنان جان خود را از دست داد. در زمان پادشاهی پیروز یکم خشکسالی‌ای که زمان آن را هفت سال نوشته‌اند، در ایران‌شهر روی داد ولی گفته شده که این پادشاه از خود درایت زیادی نشان داده و آن را تا جای ممکن مهار کرد. پس از کشته شدن پیروز یکم در نبرد هرات، وزرگان ساسانی به رهبری سوخرا و شاپور مهران برادرش بلاش را به‌عنوان پادشاه نو برگزیدند.
از آثار پیروز دیوار بزرگ گرگان است. این دیوار، دیواری در شمال ایران (از دریای کاسپین در امتداد گرگان رود) است که برای جلوگیری از هجوم هپتالیان، کشیده شده بود. همچنین بنای روستای پیروز-وهرام (اسلام‌شهر امروزی)، در جنوب تهران را به پیروز یکم نسبت داده‌اند.

## جنگ‌های جانشینی

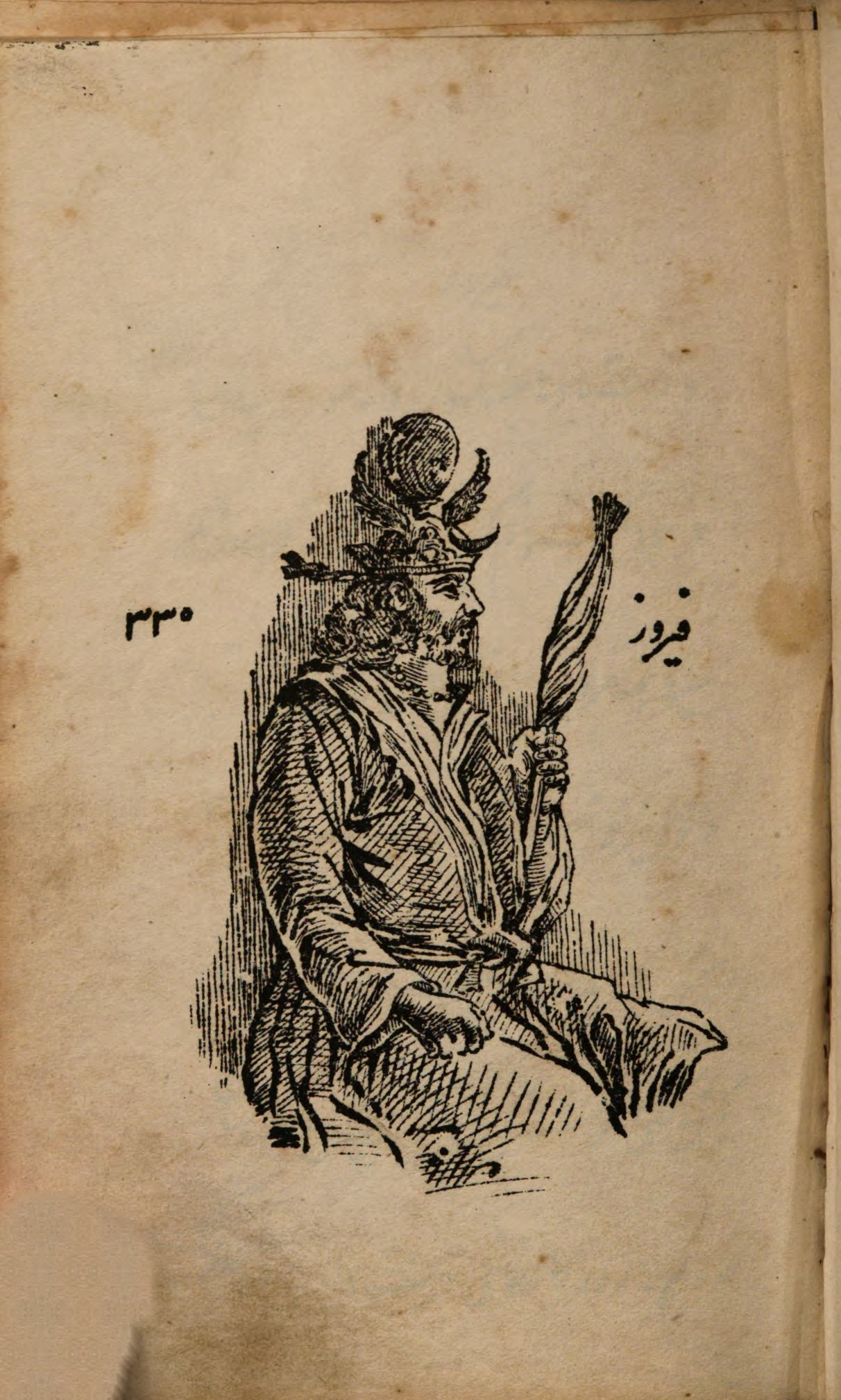
نگاره‌ای از پیروز یکم در نامهٔ خسروان

یزدگرد دوم در سال ۴۵۷ درگذشت و با درگذشت او، هرمز که پسر بزرگتر او بود در ری تاج‌گذاری کرد. اما پیروز هرمز را به عنوان شاهنشاه به رسمیت نشناخت و با یاری رهام مهران به شمال شرق ایران رفت و در آنجا ارتشی فراهم نمود تا با برادرش روبرو شود. پس از اینکه شاهنشاهی با نبرد دو برادر وارد یک جنگ داخلی برای بر تخت‌نشینی شد، مادر آن‌ها دینگ در پایتخت زمام امور را به دست گرفت و در زمان بحران جانشینی، بر ایرانشهر — یا دست کم بخش‌های غربی آن — فرمان راند.
اینگونه که منابع ایرانی و اسلامی دیده می‌شود، پیروز نسبت به برادرش شاهزادۀ لایق‌تری برای برتخت نشینی بود. تنها در یک متنی که نام نویسنده‌اش مشخص نیست آمده‌است که هرمز «بهتر و دلیرتر» بود، درحالی که پیروز در مسائل دینی آگاهی بیشتری داشت.
در سال ۴۵۹، پیروز به قلمروی خشنواز، فرمانروای هپتالی رفت و او پذیرفت که به شاهزادۀ ساسانی برای خلع هرمز یاری رساند. با کمک خاندان مهران و نیروهای هپتالیان، پیروز با برادرش روبرو شد و آنان را شکست داد. بر اساس برخی منابع، پیروز هرمز را بخشید و اجازه داد تا به زندگی‌اش ادامه دهد. با این حال، این مسئله با گفتۀ منابع دیگری که مدعی‌اند او هرمز و سه‌تن از اعضای خانواده‌اش را کشت، سازگاری ندارد.
پیروز پس از تاج‌گذاری تالقان را به خشنواز بخشید.

## سال‌های آغازین

### پس از جنگ داخلی
جنگ داخلی اوضاع ایران‌شهر را بر هم ریخت. واچه دوم، شاه آلبانیای قفقاز بر ساسانیان شورید و در زمانی که دو برادر بر سر تخت شاهنشاهی مشغول جنگ بودند، خودش را مستقل اعلام کرد. پس از آرام شدن اوضاع در سال ۴۵۹، پیروز به سمت آلبانیا لشکر کشید و به راحتی واچه را برکنار کرد و آن منطقه را بار دیگر تابع ایران ساخت. او سپس به ارمنیانِ ارمنستان ساسانی این اجازه را داد که برای پیوستن به مسیحیت، آزاد باشند. وی سپس با امپراتوری روم قراردادی امضا کرد که ایرانیان و رومیان با کمک یکدیگر از گذرگاه‌های قفقاز در برابر نیروهای مهاجم پاسداری کنند.

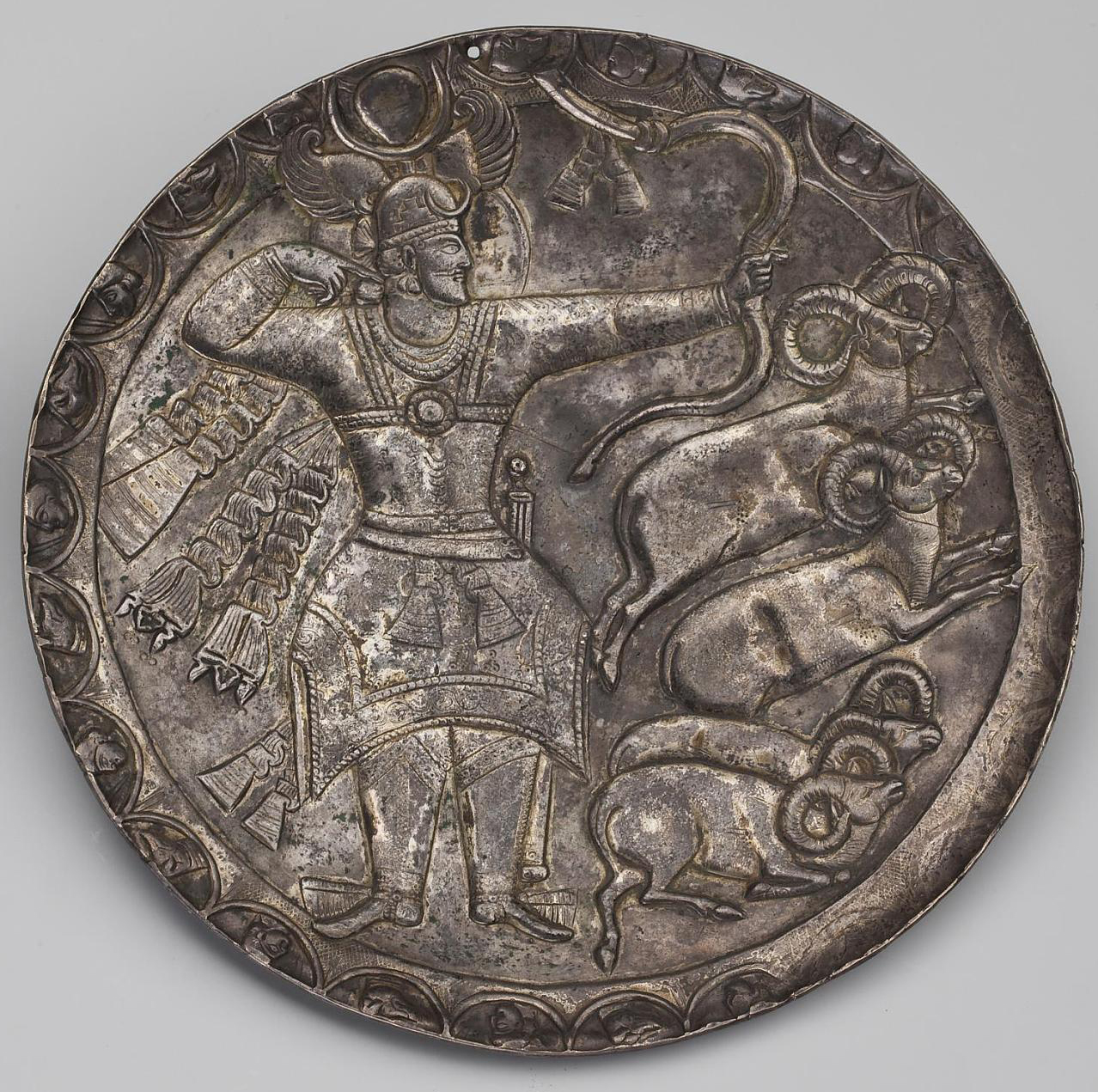
بشقاب سیمین و زرکاری شده ساسانی بانقش پیروز یکم هنگام شکار، کشف شده در سرزمین پرم که در موزه ارمیتاژ نگهداری می‌شود

پیروز همچنین به برادر جوانش، ایزد گشنسپ، فرمان داد تا ارمنیانی را که یزدگرد دوم در اثر مسائل دینی به مناطق مختلف کوچانده بود را به هرات منتقل کند.

### قحطی هفت‌ساله
تاریخ‌نگاران از وقوع یک قحطی شدید در دوران پیروز در میان سال‌های ۴۶۴ و ۴۷۱ خبر داده‌اند. گفته شده که این قحطی ایران را کاملاً ویران کرد و به اندازه‌ای شدید بود که باعث شد حتی آب دجله و فرات هم خشک شود. تلفات این اتفاق را چند هزار نفر برآورد کرده‌اند.

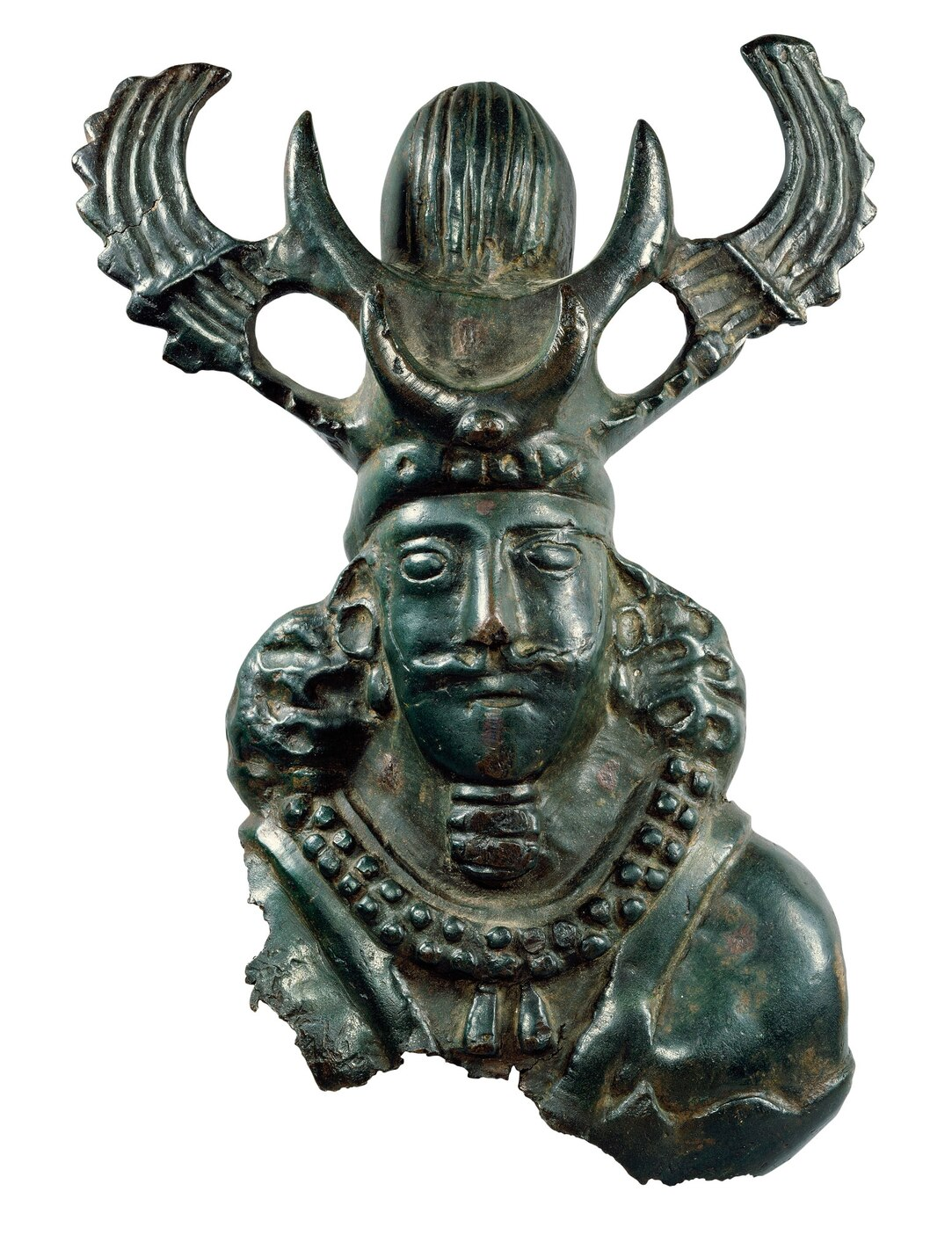
نیم‌تنه پیروز یکم؛ کشف شده در مازندران که در لوور نگهداری می‌شود

با این حال تاریخ‌نگاران همچنین از این نوشته‌اند که پیروز در جریان این اتفاق، از خود خرد و لیاقت زیادی نشان داد و تمام تلاشش را برای مهار مشکل به کار بست. گفته شده او با خیرخواهی در مدت قحطی به نقاط مختلف ایران سفر می‌کرد و شخصاً به وضعیت مردم رسیدگی می‌کرد و حتی مالیات‌ها را نیز لغو کرد.

## جنگ با کیداریان
کیداریان که از زمان شاپور دوم در فرارود ساکن شده بودند، در دهه شصت قرن پنجم میلادی از پرداخت خراج به ساسانیان سر باز زدند. همین مسئله باعث شد تا آتش جنگ میان دو دولت شعله‌ور شود. گفته شده که در آغاز جنگ، پیروز به اندازه کافی نیرو در اختیار نداشته است که با کیداریان روبرو شود. برخی منابع از این نوشته‌اند که او از امپراتور روم برای این جنگ درخواست کمک کرد که البته درخواستش توسط دولت کنستانتین یکم رد شد. پس از آن، پیروز با کونخواس، رهبر کیداریان صلح کرد و قرار شد تا خواهر این شاهنشاه با شاه کیداریان ازدواج کند. اما پیروز به آنان کلک زد و یک زن دیگر را به جای خواهرش برای ازدواج با کونخواس فرستاد.
پس از مدتی که کونخواس از نیرنگ پیروز آگاه شد، خواست تا این رفتار او را تلافی کند. وی به شاهنشاه پیامی فرستاد و از او خواست تا چند افسر نظامی را به قلمروی او بفرستد تا ارتشش را تقویت کند. پیروز نیز سیصد مرد را به بلام (پایتخت کیداریان. احتمالاً نام دیگر شهر بلخ است یا نام یک شهر در سغد) فرستاد. با این حال، کونخواس بسیاری از آنان را کشت و برخی دیگر را نقص عضو کرد و به همراه پیامی که «نیرنگ پیروز باعث این مسئله شد»، به ایران باز فرستاد. اینکه پس از پی بردن پیروز به اتفاقی که برای سربازانش افتاده، چه اتفاقی روی داده است و واکنش او چه بوده، مشخص نیست. اما می‌دانیم که شاه در سال ۴۶۷ با کمک هپتالیان به سختی کیداریان را شکست داده و آنان را از فرارود بیرون راند. گرچه کیداریان هنوز مناطقی مانند گنداره را در اختیار داشتند، اما دیگر نتوانستند برای ساسانیان مشکلی ایجاد کنند.

## جنگ باهپتالیان
با این هنگام، هپتالیان پس از چندی به پیروز یکم خیانت کرده و بر بلخ چیره شدند. این مسئله، آغازگر جنگ میان ساسانیان و هپتالیان گردید. با این حال، این جنگ برای دولت تیسفون فاجعه‌بار بود. پس از دو نبرد، پیروز در سال های ۴۶۹ و ۴۷۵ به سختی از هپتالیان شکست خورد و حتی خود او نیز اسیر آنان گردید. او مدتی بعد با پرداخت خراجی به هپتالیان آزاد شد. گفته شده که رومیان در پرداخت خسارت به هپتالیان به او یاری رساندند.

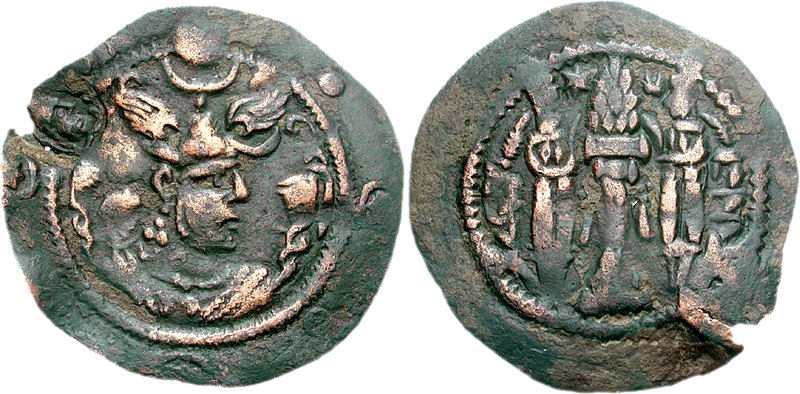
یک شاه هپتالی که تاج پیروز یکم را بر سر دارد.

مدت کوتاهی پس از این جنگ، درحالی که هنوز آثار قحطی در ایران دیده می‌شد، هپتالیان از شمال به ایران حمله ور شدند. پیروز به همراه واختانگ یکم، شاه گرجستان (ایبری) یکی از دست‌نشاندگانش، به سرزمین‌های تحت کنترل هپتالیان یورش برد که این مسئله آنان را مجبور کرد تا از خاک ایران عقب نشینی کنند. با این حال، باز هم اوضاع برای او پیش نرفت و باز هم در یک نبرد خونین در برابر ارتش هپتالی شکست خورد. شاهنشاه مجبور شد تا دخترش، پسرش کواد (قباد) — که بعدها با نام کواد یکم بر تخت نشست — و موبدان موبد را به عنوان گروگان به دربار هپتالیان بفرستد.

## شورش ارمنستان
در سال ۴۸۱، گرجستان شورید و اعلام استقلال کرد. پیروز مرزبان ارمنستان را مامور سرکوب شورش آن منطقه کرد. با این حال پس از خروج این مرزبان از ارمنستان، این منطقه نیز شورید و یک ارمنی مسیحی به نام بارگاتید را به عنوان فرمانروای خود اعلام کرد.
آذرگشنسپ از سوی پیروز مامور شد تا اوضاع را در شمال غربی شاهنشاهی آرام کند. او با موفقیت گرجستان را بار دیگر تحت حاکمیت ساسانیان در آورد، اما در ارمنستان راه به جایی نبرد، شکست خورد و کشته شد. پیروز در جواب، دو سپاه دیگر به منطقه فرستاد تا ارمنستان و گرجستان که بار دیگر شورش کرده بود را ضمیمه امپراتوری کند. فرماندهی سپاه فرستاده شده به ارمنستان را آذرنرسه برعهده داشت.
در نهایت، ساهگ شاه ارمنستان کشته شد و شاپور مهران تا حد زیادی اوضاع را در این منطقه تحت کنترل گرفت. با این حال، هنوز کارش را به پایان نرسانده بود که پیروز او را به پایتخت فراخواند و فرمانده جدیدی به نام زرمهر هزاررفت را برای سرکوب شورش در ارمنستان فرستاد. گرچه زرمهر نیز برای مدت طولانی در ارمنستان نماند و چند ماه بعد به دربار فراخوانده شد. سیاست‌های پیروز در انتخاب فرماندهی منجر شد تا ارمنستان برای مدتی از کنترل ایران خارج شود.

## جنگ دوباره با هپتالیان و مرگ

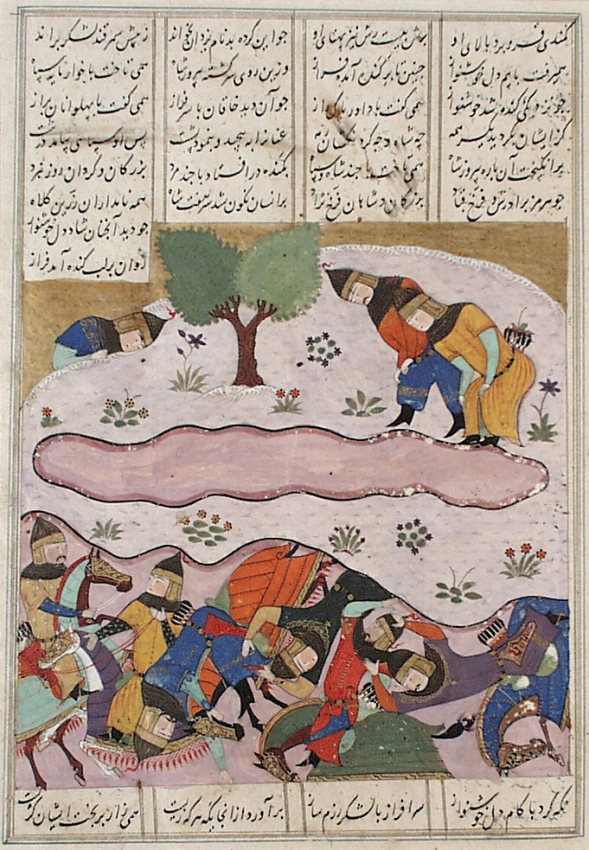
نگاره ای از مرگ پیروز در خندقی که دشمن کنده بود مربوط به شاهنامه‌ای قرن پانزدهمی -موزه هنر لس آنجلس

در سال‌های پایانی شاهنشاهی‌اش، پیروز سپاه بزرگی که شماره آن را حدود پنجاه تا صد هزار نفره نوشته‌اند، جمع‌آوری کرد تا شکست پیشین ایران در جنگ با هپتالیان را تلافی کند. او برادرش بلاش را در تیسفون به عنوان رئیس موقت دولت برگزید و خود با سپاهی گران به قلمروی هپتالیان یورش برد. پیروز با موفقیت وارد بلخ شد و هرگونه مذاکره برای صلح با هپتالیان را رد کرد. با این حال، در زمانی که به نظر می‌رسید پیروزی با ایران است، خشنواز (اخشنوار) حیله‌ای به کار بست و پیروز نیز در دام او افتاد. شاه هپتالیان یک سپاه کوچک را به سمت پیروز فرستاد و شاهنشاه ساسانی نیز به تعقیب آنان پرداخت. او تعقیب سپاه خشنواز را تا هرات ادامه داد، جایی که درون تله افتاد و به سختی شکست خورد. خود او نیز به همراه بخش بسیار بزرگی از سپاهش کشته شدند. گرچه، گفته شده که خشنواز با جسد پیروز با احترام برخورد کرد و آن را به ایران فرستاد تا با مانند یک زرتشتی در دخمه قرار گیرد.
پس از آن هپتالیان به ایران حمله‌ور شده و شهرها و مناطق زیادی را غارت کردند. با این حال، شاهنشاهی ساسانی توانست از این بحران عبور کند، زیرا سوخرا در تیسفون قدرت را به دست گرفت و بلاش را به‌عنوان شاهنشاه نو بر تخت پادشاهی نشاند.

## در ادبیات پارسی

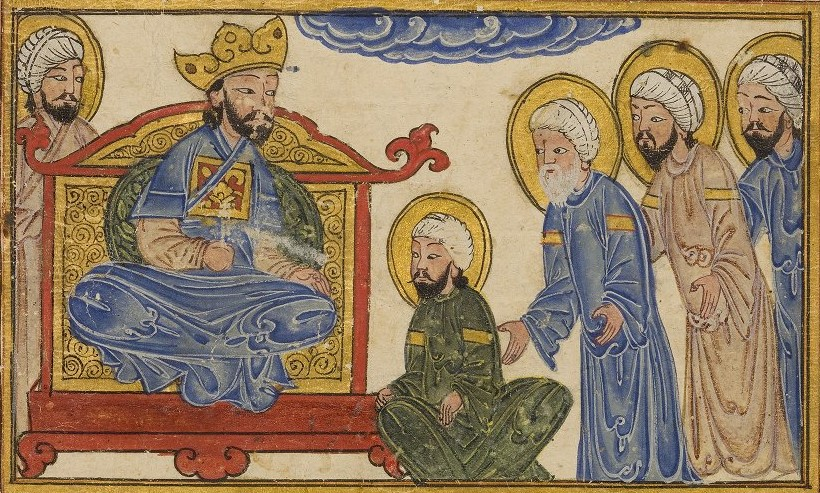
نگاره سده چهارمی/پنجمی اثر ابوریحان بیرونی از پیروز یکم هنگام پرسش از گروهی از موبدان زرتشتی

داستان‌های زیادی درباره پیروز یکم در ادبیات پارسی نقل شده است. یکی از این داستان‌ها، به‌دست نویسندۀ سده سیزدهم میلادی یعنی ابن اسفندیار نقل شده است که به روایت یک داستان عاشقانه می‌پردازد. در این داستان آمده‌است که پیروز یکم در خواب یک دختر زیبا را می‌بیند و در رویا شیفته او می‌شود. پس از بیداری، او مهرپیروز از خاندان مهران را مامور یافتن این دختر می‌کند و زمانی که او با موفقیت دختر را می‌یابد، آشکار می‌شود که وی خواهر ایزدگشنسپ است. سپس پادشاه با آن دختر پیوند زناشویی می‌بندد و شهر آمل در تپورستان را به درخواست وی می سازد.

## نگارخانه

سکه‌های پیروز یکم
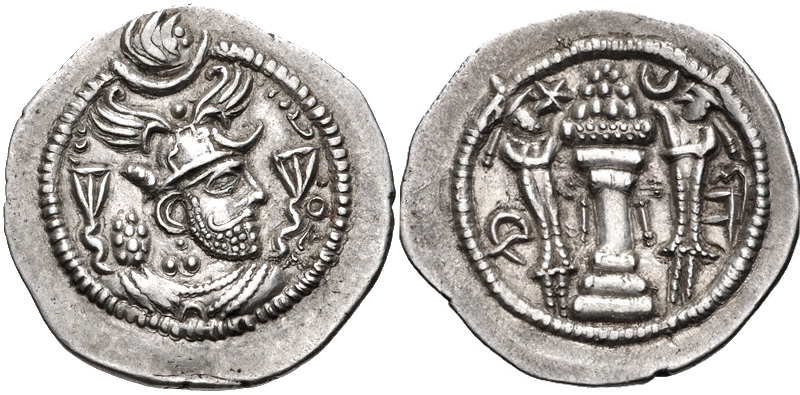
درخم پیروز یکم، ضرب دارابگرد
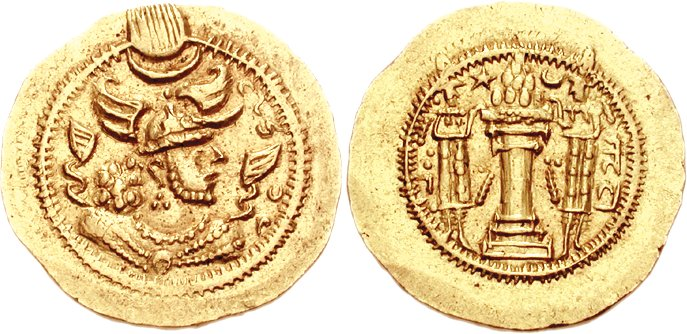
دنار پیروز یکم، ضرب اردشیرخوره
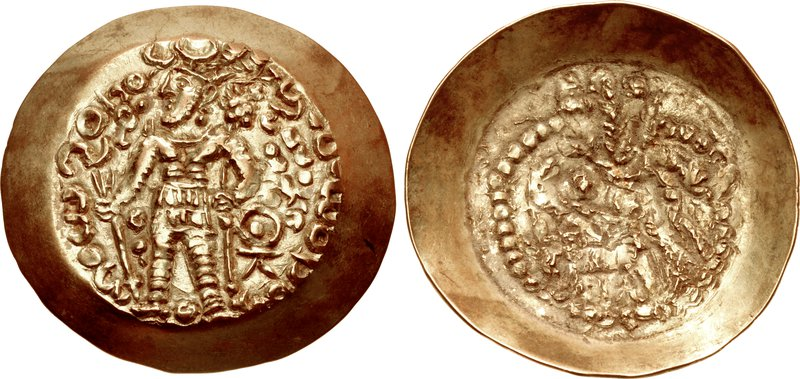
دنار پیروز یکم، ضرب تُخارستان در ۴۶۷/۸ م
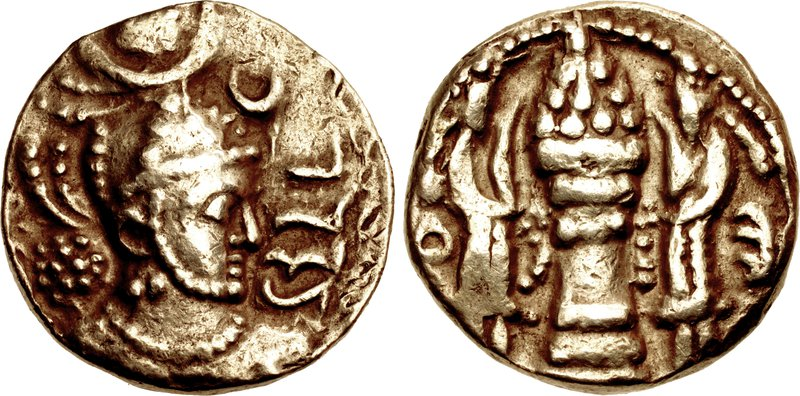
دنار پیروز یکم، ضرب سند در ۴۵۷/۸ م